# Bibi & Tina (film)
Bibi & Tina (ook Bibi & Tina - der Film) is een Duitse familiefilm uit 2014 van Detlev Buck. De film is gebaseerd op de kinderserie De avonturen van Bibi en Tina. Het vervolg ging negen maanden later in première onder de naam Bibi & Tina: Voll verhext!.

## Verhaal
De heks Bibi Blocksberg en haar vriendin Tina gaan samen op paardrijvakantie op de manege van graaf Falko en zijn zoon Alexander, die Tinas vriendje is. De vakantie gaat echter niet zoals gepland wanneer Sophia Alexander probeert te overtuigen om met haar naar een kostschool in Engeland te gaan. Tevens probeert zakenman Hans Kakmann om het veulen Socrates te kopen van graaf Falko, wat de grote paardenrace in gevaar brengt voor Bibi en Tina.

## Rolverdeling
| Acteur              | Personage                   |
| ------------------- | --------------------------- |
| Lina Larissa Strahl | Bibi Blocksberg             |
| Lisa-Marie Koroll   | Tina Martin                 |
| Louis Held          | Alexander von Falkenstein   |
| Ruby O. Fee         | Sophia von Gelenberg        |
| Fabian Buch         | Holger Martin               |
| Winnie Böwe         | Susanne Martin              |
| Charly Hübner       | Hans Kakmann                |
| Michael Maertens    | graaf Falko von Falkenstein |